# Mayory
Majory  (ucraniano: Майори) es una localidad del Raión de Odesa en el Óblast de Odesa de Ucrania. Según el censo de 2001, tiene una población de 1414 habitantes.